# Шал-Кийиз Тиленшиулы
Шал-Кийиз Тиленши улы (1465 г. — 1560 г.) — ногайский йырав, поэт, легендарный персонаж. Был приближенным беклярбека Большой орды Темира.

## Биография
Поэт родился в 1419/1420 гг., умер в конце XV века или начале XVI века.
Творения его дошли до нас в сравнительно большом количестве, в виде поэм, стихов и дидактических монологов.
Шал-Кийиз был современником ногайского беклярбеком Большой Орды Темир-бия. Это был век укрепления роста и могущества Ногайских ханств, поляризации интересов общественных классов и роста эксплуатации трудового населения, особенно в западных, экономически развитых областях государства.
Поэт вышел из трудовой семьи и лишь силой своего таланта достиг славы и почета. Одно время он был близок ко двору Темира. Но поэт никогда не смешивал интересы народа с интересами степной аристократии. В ответ на упрёки Темира в симпатии к простым людям поэт не без гордости отвечает:
Ты есть шелк,

А я же шерсть.

Ты есть алтын,

А я же рубль.

Ты — Султан,

А я же холоп.
Попытки хана приблизить к себе поэта и певца
дорогими подарками и женитьба на дочери мурзы не смогли заставить Шал-Кийиза порвать с трудовыми ногайцами. Более того, высокомерие жены — аристократки заставило поэта уйти от неё. Благополучие народа, его мирный труд, свобода, мир составляют основные направления поэзии Шал-Кийиза. В поэме "Эй, душа моя* поэт осуждает неравный брак, когда старый, но богатый мурза женится на молодой девушке, разлучив ее с любимым юношей. Поддерживая миролюбивую внешнюю политику
Темира, который установил добрососедские отношения с Московской Русью и прекратил междоусобную борьбу внутри Ногайской орды, поэт развивал идею дружбы с соседними народами и государствами. В поэме «Вижу я» Шал-Кийиз заклеймил позором вынашиваемые ногайским князем Окасом агрессивные планы в отношении соседей:
Когда смотрю на свою

Десятиудельную ногайскую Родину,

Вижу ненавистного Окас-мурзу,

Ненавистники-злодеи,

Собравшись, что-то замышляют,

И вижу я, как этот несчастный мир

Опрокинулся в омут.
Когда же хан Темир хотел поехать в Мекку, чтобы замолить свои грехи, то Шал-Кийиз выступил перед ним с поэмой «Нагрузил ты корабль грузом», где призывает хана не ехать в далекую Мекку, не давать повода для междоусобицы из-за трона, а дать облегчение бедным и обиженным. «Таким путем ты и сидя дома освободишься от грехов», — заявляет поэт. «Без
ветра — нет холода, без богатства среди богатых нет друзей!» — вот основная мысль многих его творений.
В своих стихах и поэмах Шал-Кийиз осуждал антинародную направленность внутренней политики Темира, клеймил позором жадность и лживость некоторых приближенных хана, за что был оклеветан, изгнан из ставки хана и вынужден скитаться. Чувствуя неприязненное отношение к себе ногайских князей Северного Кавказа, поэт с горечью говорит:
Весь мир вмещается

В мою внимательную голову.

Голова же моя одинокая

Не вмещается в эту бескрайнюю степь.
Живя долгие годы на Куме и принимая у себя
кабардинских гостей, поэт восклицал:
Тот, кто танцует в моем доме,

Это красавец — кабардинец.

Эй, друзья мои!

То, что кипит в моем котле,

То большая голова

Ногайского барана.

Передо мной переливающиеся горы Кавказа,

В Кабарду я не пойду для разбоя.

...Я сегодня не пожалею

Ни скота, ни головы

Ради друга-кабардинца.
Уже будучи стариком, прожив жизнь, полную лишений и печальных переживаний, Шал-Кийиз вынужден был признаться:
Скитаясь по земле помногу,

Нигде не видел

Справедливости глазами я.
Стихи Шал-Кийиза призывают к скромности, честности, доброте, клеймят алчность, коварство. Яркая поэзия его была подготовлена творчеством предыдущих ногайских поэтов. Потребовались целых сто с лишним лет культурного развития ногайского общества, чтобы оно стало способным выдвинуть из своей среды такого поэта, как Шал-Кийиз.